# Les Églises-d'Argenteuil
Les Églises-d'Argenteuil là một xã trong tỉnh Charente-Maritime trong vùng Nouvelle-Aquitaine, tây nam nước Pháp. Xã Les Églises-d'Argenteuil nằm ở khu vực có độ cao trung bình 20 mét trên mực nước biển.
Sông Boutonne tạo thành một phần biên giới phía tây bắc của xã.